# Stetson

Ein Stetson „Campaign hat“

Der Stetson ist ein Hut aus Filz mit breiter Krempe, der zuerst von Buffalo Bill und später vor allem in Western als klassischer Cowboyhut bekannt gemacht wurde.

## Geschichte
Die John B. Stetson Company in Saint Joseph  (Missouri) stellt seit 1865 Damen- und Herrenhüte her. Gegründet hat sie John B. Stetson, der Erfinder des Cowboyhutes. Dafür war das Unternehmen lange Zeit so populär, dass der Name „Stetson“ zum Synonym für das Wahrzeichen der Cowboys und Rancher wurde. Die Form des Stetson geht auf den spanischen Sombrero zurück.
Einer Anekdote nach begann Stetson Hüte zu produzieren, da er es selber hasste, Regen auf seinem Kopf zu spüren. Aus diesem Grund zog er 1859 zunächst von der regnerischen Ostküste nach Westen, wo er begann, nach Gold zu suchen. Da er dabei jedoch dem wechselhaften Wetter in den Bergen ausgesetzt war, verschlechterte sich seine Tuberkulose. Um Abhilfe zu schaffen, fertigte er als Schutz zunächst ein Zelt aus Biberfell, das stark wasserabweisend ist.
Da Stetson aus einer Familie von Hutmachern stammte, wusste er, welche Ansprüche ein guter Hut erfüllen muss. Er sollte eine breite Krempe als Wetterschutz und eine hohe Krone zur besseren Luftzirkulation haben. Ferner sollte der Hut in beide Richtungen wasserdicht und so notfalls auch zum Transport von Wasser geeignet sein. Um die geforderten Eigenschaften zu haben, fertigte er den ersten Stetson-Hut mit einem Rand, der sieben Zoll breit war, und einer ungewöhnlich großen Kronenhöhe von sechs Zoll. Diese Form führte zusammen mit dem wasserdichten Material zu dem Spitznamen 10 Gallon für den Hut.
Heute werden die Cowboyhüte von Stetson nicht nur in der amerikanischen Viehwirtschaft getragen, sondern auch dort, wo dem Idealbild und Mythos des Cowboys gehuldigt werden soll, beispielsweise von Künstlern aus dem Bereich der Country-Musik oder bei Rodeos. Außerdem stellt Stetson inzwischen auch Ausgehhüte, Mützen und Kappen sowie weitere Kleidungsstücke her.

## Bildergalerie

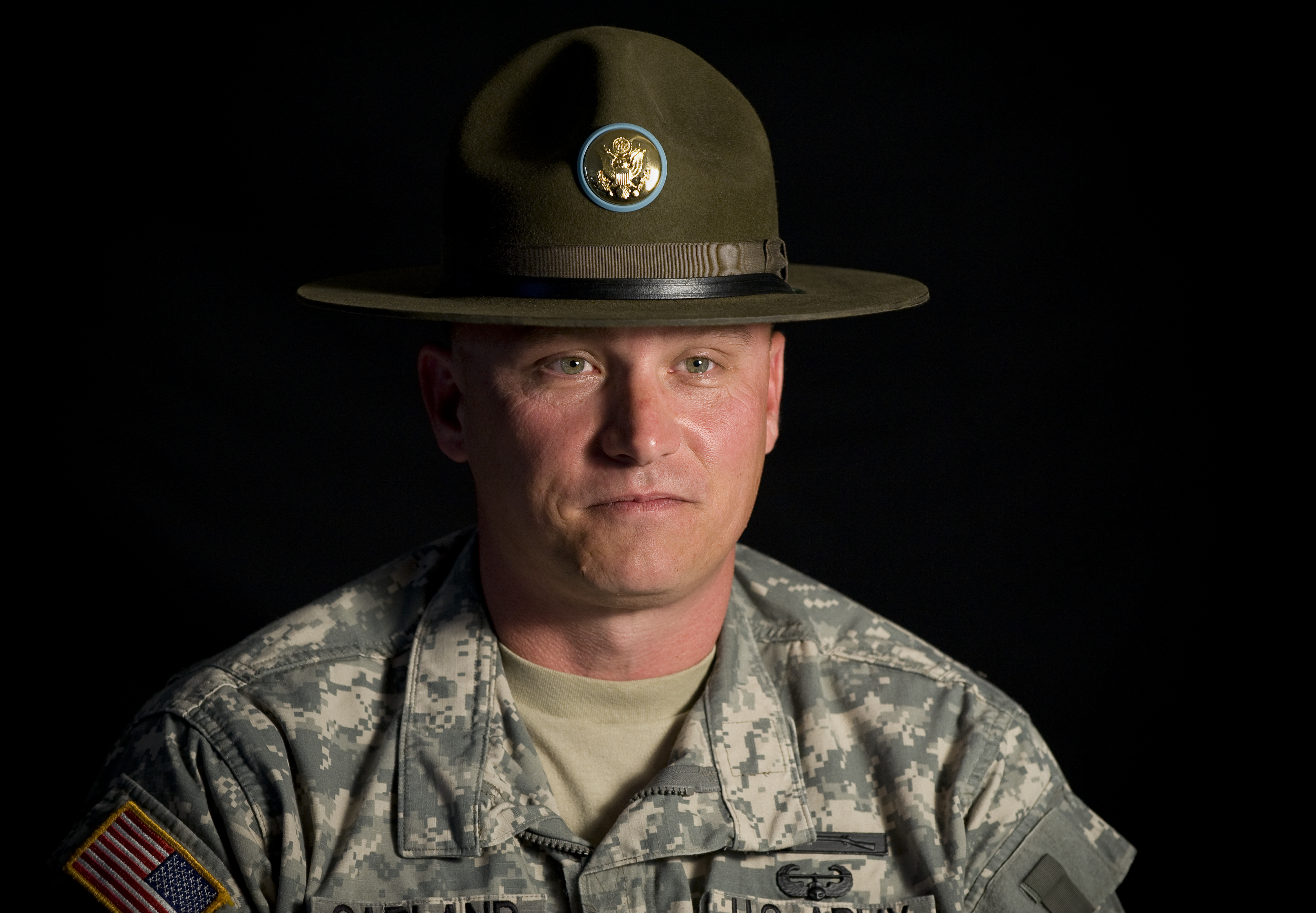
Ein Campaign hat, wie er von Drill-Instructors getragen wird
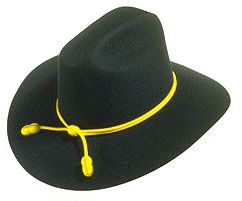
Ein Stetson-Kavalleriehut
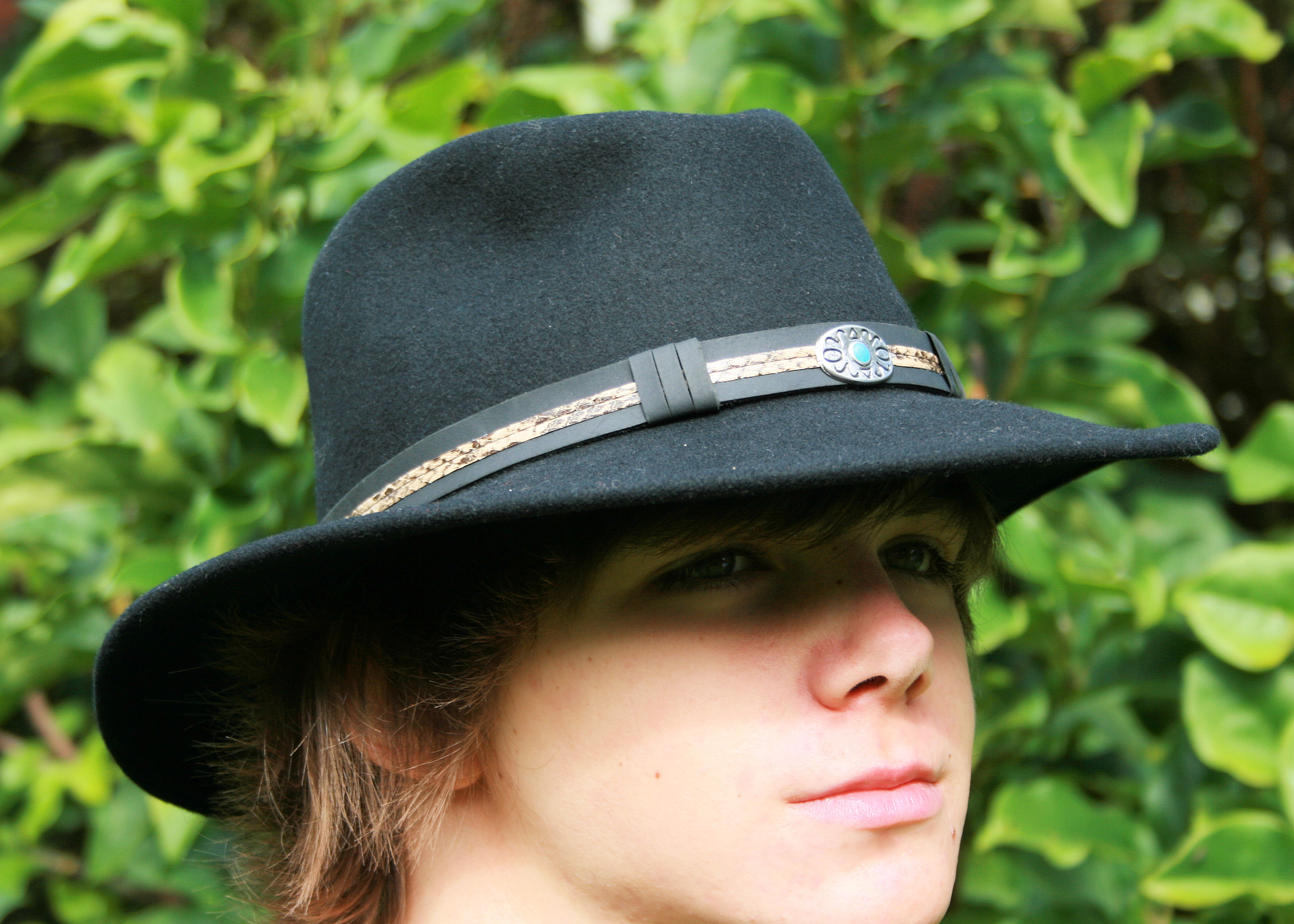
Der Baxter
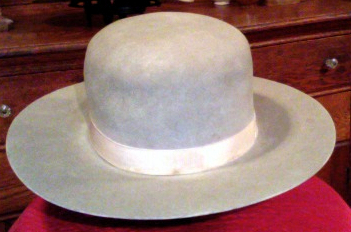
Ein Boss of the Plains-Hut
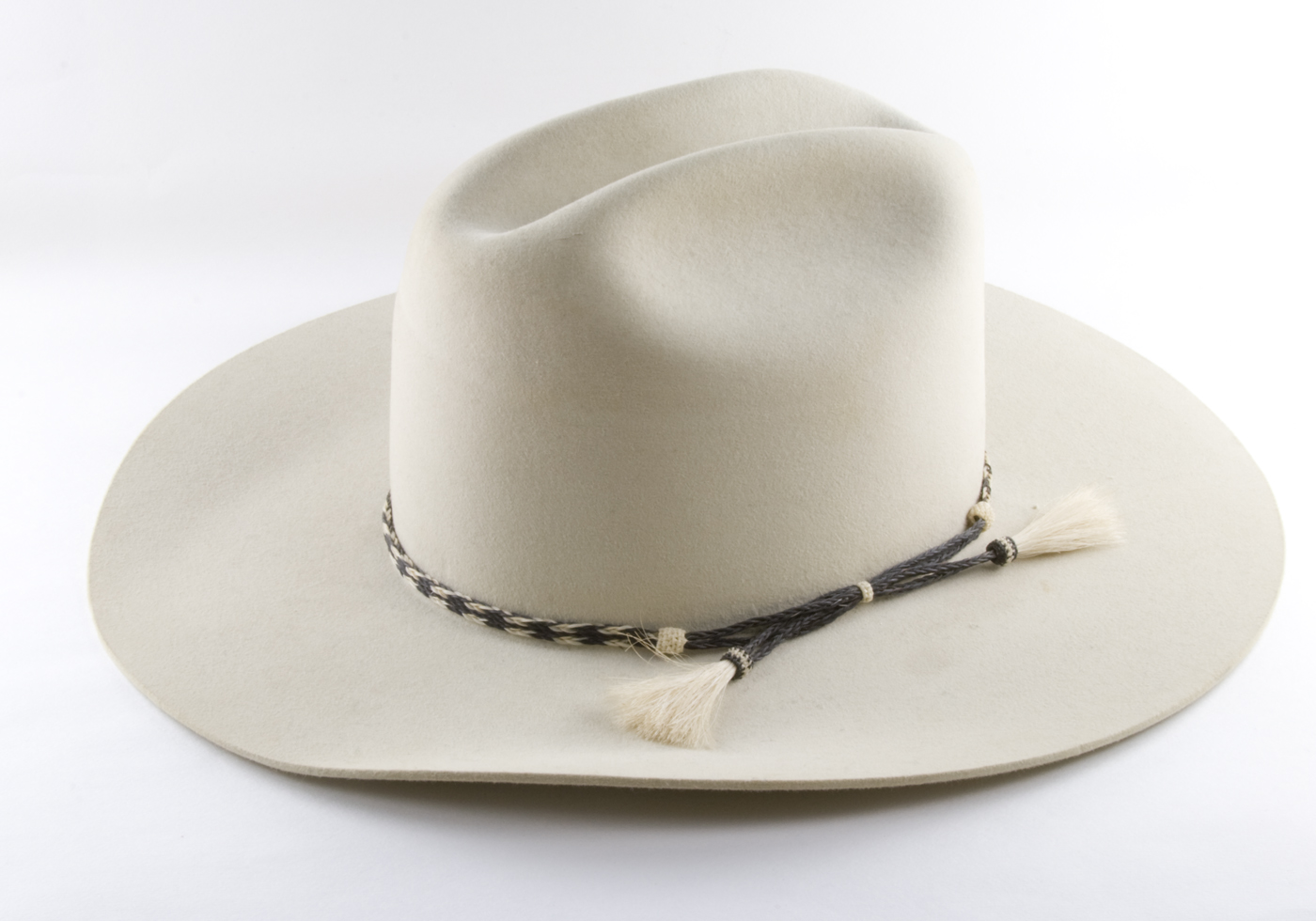
Ein Felthat-Cowboyhut
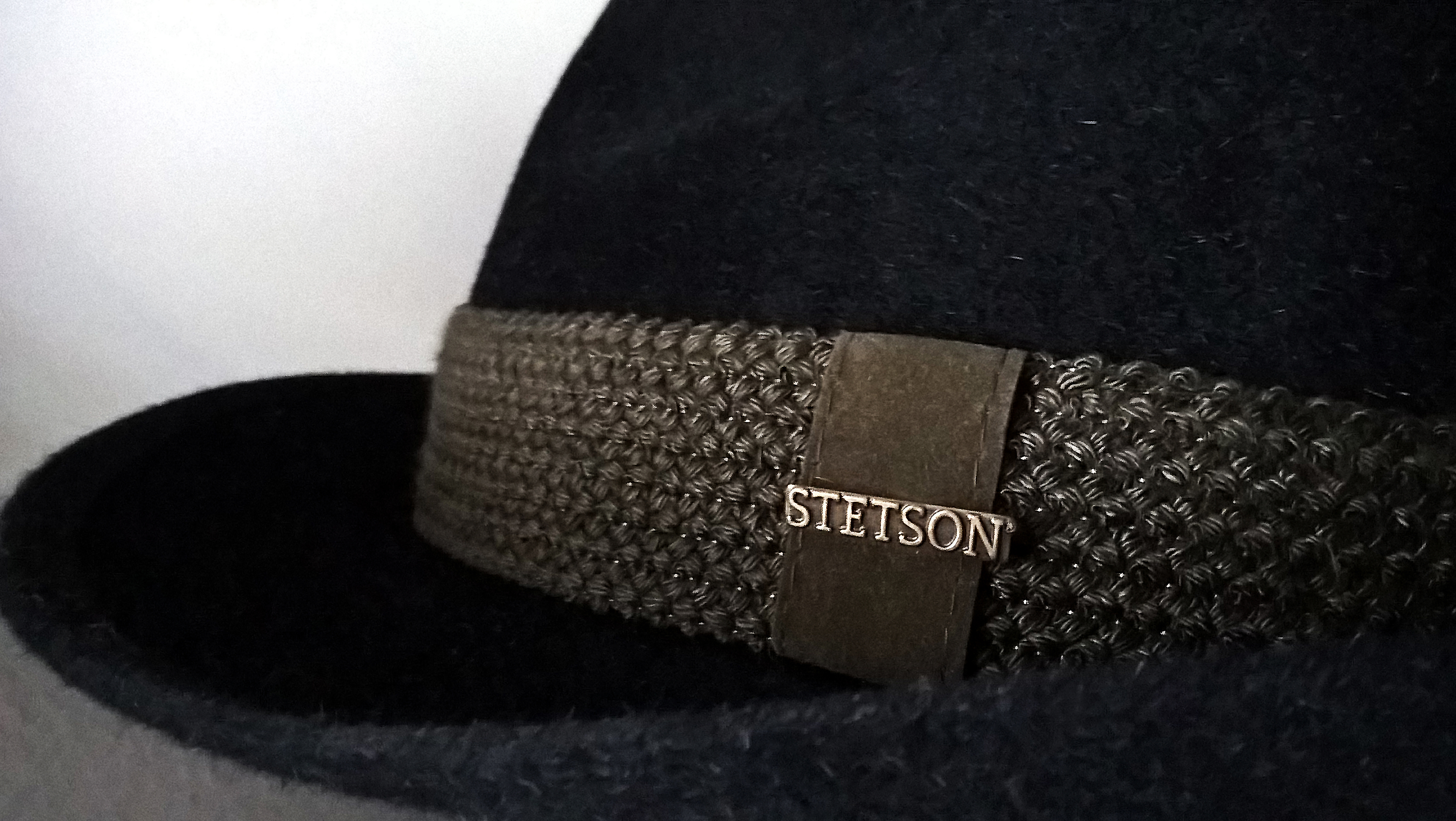
Der Stetson Royal